# El Picure
José Antonio Tovar Colina (El Sombrero, estado Guárico;12 de marzo de 1989, ibíd., 3 de mayo de 2016), más conocido por su alias El Picure, fue un criminal y pran venezolano, fundador de la Megabanda criminal homónima que extorsionó a personas y compañías en comunidades de los estados Guárico y Aragua. Además de incurrir en delitos como el robo de vehículos, homicidio y tráfico de drogas; también tuvo nexos con mafias sindicales. Su organización criminal fue responsable de la muerte de varios funcionarios de los cuerpos de seguridad de Venezuela.

## Biografía
El Picure nació el 12 de marzo de 1989 en el sector Concha de Mango de la localidad venezolana El Sombrero en el estado Guárico como José Antonio Tovar Colina. Tuvo un medio hermano por parte materna de nombre Júnior Tovar Márquez, más conocido como El Júnior, quien también fue un delincuente; él falleció el 1 de mayo de 2016, dos días antes de la muerte de El Picure, a los veintitrés años. Él tuvo un hijo con una venezolana llamada Francheska, quien fue detenida el mismo 3 de mayo; cinco días después de su detención, el 9 de mayo, su abogado defensor fue asesinado en El Sombrero.
Su alias El Picure aludió al roedor del mismo nombre, que habita América Central y Suramérica.

## Historial delictivo
De acuerdo con los medios de comunicación, El Picure integró una banda criminal en el año 2006, tras haberse iniciado la creación del Sistema Ferroviario Nacional, que atravesaría los estados Monagas, Estado Anzoátegui, Guárico, Barinas, Cojedes y Portuguesa de Venezuela. Sin embargo, su historial delictivo se conoce desde 2008, cuando contaba con diecinueve años de edad; su modo de operar consistía en secuestrar los vehículos de los hacendados de comunidades de Guárico y del Sur de Aragua, para posteriormente recurrir al cobro de vacuna para su devolución. Con el tiempo, empezaron a extorsionar a dueños de fincas, comercios y constructoras, aplicando su mismo modus operandi. En 2008, El Picure también incursionó en el narcotráfico, lo que le permitió obtener mayores ingresos, con los que equipó a su banda con armamento de guerra, y según pobladores de El Sombrero, «además construyó espacios recreacionales y les ofrecía beneficios económicos» a algunas personas de dicha localidad.

En 2013, varios cuerpos policiales venezolanos «elaboraron un procedimiento especial» para capturarlo con más de trescientos funcionarios conformados por el Cuerpo de Investigaciones Científicas, Penales y Criminalísticas (CICPC), Brigada de Acciones Especiales (BAE), Servicio Bolivariano de Inteligencia Nacional (SEBIN) y la Guardia Nacional Bolivariana (GNB), pero, sin éxito. En el año antes mencionado, El Picure junto con su grupo delictivo, mataron a cinco personas en una fiesta de quince años en Valle de la Pascua, entre las víctimas se encontraba la cumpleañera. Para 2014, el criminal continuó extorsionando comunidades de Guárico y Aragua, y con el fin de capturarlo, el CICPC desplegó en la mañana del 23 de junio doscientos funcionarios en el barrio Concha de Mango y Bicentenario de la población de El Sombrero, estado Guárico; pero tampoco pudieron capturarlo, tras haberse filtrado la información, lo que le permitió escapar. En julio de 2014 varios de los integrantes de su banda robaron varios automóviles y uniformes de las instalaciones de PDVSA Gas en San Juan de los Morros, capital de Guárico. Un enfrentamiento entre su banda y la de El Juvenal en una finca ubicada cerca de Altagracia de Orituco, que dejó once personas fallecidas a mediados de noviembre de 2014. En 2015, El Picure recibió un disparo en una pierna por funcionarios de seguridad del Estado venezolano, mientras celebraba la muerte de uno de sus rivales; aunque, escapó de sus atacantes.
Según medios de comunicación, como los funcionarios de la GNB y CICPC sabían que en pocas ocasiones abandonaba El Sombrero, empezaron a allanar las casas de sus familiares y de vecinos, que algunas de ellas resultaron «destruidas o desvalijadas» por los mismos funcionarios.

### Víctimas
En este apartado, se muestra un listado de las personas que fueron asesinadas por la banda de El Picure:
- Oswaldo Martínez Silveira en agosto de 2011 en el barrio Bicentenario II, de El Sombrero, Guárico.[2]
- Kervin Duarte y Juan Mejías Rodríguez en abril de 2012 en El Sombrero.[2]
- Tony Gregorio Francisco el 1 de julio de 2012 en El Sombrero.[2]
- Renny Jesús Mejías el 22 de julio de 2013. Fue inspector del CICPC en El Sombrero.[2]
- 5 personas en una fiesta de quinceaños en Valle de la Pascua en julio de 2013.[2]
- José Manuel Fernández Vega el 14 de diciembre de 2013 en El Sombrero. Fue un funcionario del BAE.[2]
- José Luis Ramos el 6 de abril en El Sombrero. Fue un comisario del CICPC.[2]
- Ultimó a dos funcionarios de Poliaragua en mayo de 2014 en el barrio El Universitario de la población de Barbacoas en Aragua.[2]
- Lisandro Marapacuto en 2013. Fue jefe policial de Barbacoas.[2]
- Héctor Arambulet el 13 de noviembre de 2014. Fue un agente del BAE.[2]
- Masacre de once personas en Aragua,[2] entre otras víctimas civiles.

### Banda
Su organización criminal llegó a estar integrada por más de treinta personas comprendida entre mujeres y hombres; aunque, su círculo principal estaba compuesto por aproximadamente diez hombres, quienes habría conocido en la Penitenciaría General de Venezuela, ubicada en San Juan de Los Morros, Guárico, mientras estaba recluido.

## Muerte
En la noche del lunes 2 de mayo de 2016, los funcionarios policiales y militares venezolanos emprendieron una persecución para su captura por la población de El Sombrero, quien se encontraba escondido en la casa de su suegro desde el domingo 1 de mayo —(mismo día en el que fue ultimado su hermano menor, alias El Júnior) cuando fue a visitar a su pareja en la calle Libertad de la urbanización Juan Ángel Bravo. Al percatarse de la presencia de los efectivos de seguridad, intentó huir, pero, a pesar de ello fue abatido en un gallinero a las 3:25 p. m. del martes 3 de mayo de 2016 después de una gran contienda entre los miembros de la banda y las fuerzas de protección del Estado. Tras su deceso, fue trasladado vía aérea a la medicatura de la Morgue de Bello Monte en Caracas para practicarle los exámenes forenses. Desde su llegada a dicho lugar en la noche del mismo día, la morgue custodiada por funcionarios del ejército venezolano por tres días continuos, lo que afectó su funcionamiento, jamás visto desde la muerte de la dirigente política Lina Ron en 2011. Según publicaciones, el 5 de mayo fue trasladado al Cementerio de El Junquito para su cremación, sin la autorización de sus allegados; a pesar de que el artículo 24 de la Ley para la Regulación y Control de la Prestación del Servicio Funerario, «establece que se necesita la "autorización del familiar o persona facultada para ordenar la cremación», además la misma ley en su artículo 28 versa que «"cuando un cuerpo esté sometido a un proceso de investigación penal y científica" no puede ser incinerado, puesto que podría entorpecer el resultado de la investigación».
El 6 de mayo, funcionarios del Estado venezolano entregaron en Caracas las cenizas de El Picure a sus familiares en una caja de cartón sin el certificado de cremación.